# اورنج اسرائیل

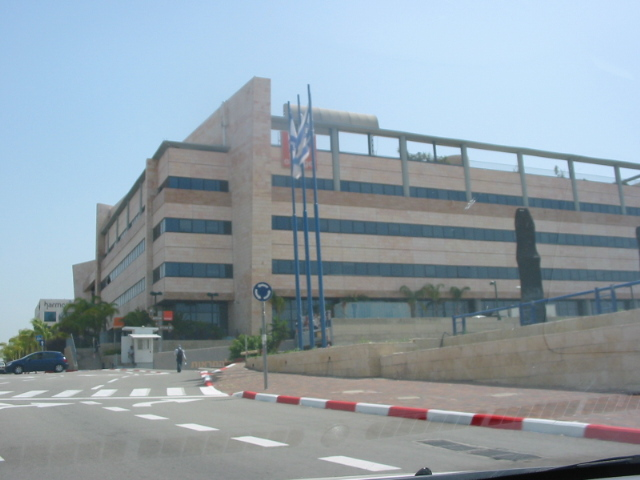
ساختمان مرکزی اورنج اسرائیل

اورنج اسرائیل (به انگلیسی: Israel Orange) شرکت مخابراتی اسرائیلی است، که در زمینه ارائه خطوط تلفن ثابت، شبکه تلفن همراه، رساننده خدمات اینترنتی و ارائه شبکه وای-فای فعالیت می‌کند.
شرکت اورنج اسرائیل در سال ۱۹۹۹ توسط شرکت هاچیسون وامپو تأسیس شد و با توجه به در اختیار داشتن برند اورنج توسط هاچیسون وامپو و اجرای عملیات شبکه تلفن همراه این شرکت با برند اورنج، در نتیجه شعبه هاچیسون در کشور اسرائیل با نام تجاری اورنج فعالیت خود را آغاز کرد.
پس از خریداری برند اورنج و اورنج بریتانیا توسط شرکت فرانس تلکوم، این شرکت اسرائیلی نیز نامش را به شرکت ارتباطات پارتنر تغییر داد، ولی همچنان با برند اورنج اسرائیل خدمات تلفن همراه را ارائه می‌کند.
دفتر مرکزی این شرکت در شهر روش هاعین، اسرائیل قرار دارد و بخشی از سهام آن در بازارهای بورس تل‌آویو، بورس نزدک و بورس لندن معامله می‌شود.